# Hideo Levy
Ian Hideo Levy (リービ 英雄, Rībi Hideo; narozen 29. listopadu 1950) je japonsky píšící Američan a překladatel z japonštiny do angličtiny. Narodil v Berkeley ve státě Kalifornii polské matce a židovskému otci a vystudoval školy na Tchaj-wanu, v Japonsku a Spojených státech.

## Tvorba
- Seznam děl v Souborném katalogu ČR, jejichž autorem nebo tématem je Hideo Levy

### Novely
Upozornění: Hepburnova transliterace
- 『星条旗の聞こえない部屋』Seijouki no kikoenai heya（Koudansha 1992 / Koudansha Bungei Bunko 2004）
Anglický překlad: A Room Where the Star-Spangled Banner Cannot Be Heard, př. Christopher D. Scott (Columbia University Press, 2011)
- 『天安門』Ten'an'mon（Koudansha 1996）
- 『国民のうた』Kokumin no uta（Koudansha 1998）
- 『ヘンリーたけし レウィツキーの夏の紀行』Henrii Takeshi Rewuitsukii no natsu no kikou（Koudansha 2002）
- 『千々にくだけて』Chiji ni kudakete （Koudansha 2005 / Koudansha Bunko 2008）
- 『仮の水』 Kari no mizu（Koudansha 2008）

## Ocenění
- Japan Foundation Award, 2007.[2]